# Stare Czaple (Opole)
Pour les articles homonymes, voir Stare Czaple.
Stare Czaple est une localité polonaise de la gmina et du powiat de Kluczbork en voïvodie d'Opole.